# Bourletiella wexfordensis
Bourletiella wexfordensis är en urinsektsart som först beskrevs av Jerry Allen Snider 1969.  Bourletiella wexfordensis ingår i släktet Bourletiella och familjen Bourletiellidae. Inga underarter finns listade.